# Nevado Santa Cruz
Il Nevado Santa Cruz (6.259 m), chiamato anche Cerro Santa Cruz o, più semplicemente, Santa Cruz è una montagna del Perù, nel dipartimento di Ancash. Fa parte della catena montuosa della Cordillera Blanca. È anche conosciuto con il nome di Pucaraju (montagna rossa in lingua quechua) o con quello di Pico de Huaylas, dal nome della località della Cordillera Negra che dà il nome alla valle del Río Santa (Callejón de Huaylas) e da cui si vede la montagna illuminarsi al tramonto.

## Aspetto fisico
Il Nevado Santa Cruz fa parte di un massiccio montuoso (Macizo de Santa Cruz) che occupa la parte settentrionale della Cordillera Blanca; dello stesso massiccio fanno parte anche montagne come l'Alpamayo, il Quitaraju, il Taulliraju e i Pucajircas. La montagna, che è la più alta del massiccio, si presenta nel suo lato ovest come una piramide di massicce proporzioni; sulla sua cresta nord si ergono le vette secondarie del Santa Cruz Chico (5.800 m) e del Santa Cruz Norte I (5.829 m).

## Alpinismo
La prima ascensione della montagna fu effettuata il 20 luglio 1948 dagli svizzeri Marmillod e
Szepessy. Da rilevare le ascensioni solitarie del francese Nicolas Jaeger sulla cresta nord nel 1977 e sulla parete sud-est l'anno successivo.

## Escursionismo
Se il Nevado Santa Cruz è considerato uno dei seimila peruviani più difficili da scalare alle sue pendici si snoda il più classico dei percorsi escursionistici della Cordillera Blanca: il Santa Cruz trek, che sfrutta le numerose valli (quebradas) attorno al massiccio.